# Gustav III. Švédský
Gustav III. (13. ledna juliánského kalendáře nebo 24. ledna gregoriánského kalendáře 1746, Stockholm – 29. března 1792, Stockholm) byl švédský král od roku 1771 až do své smrti. Byl nejstarším synem krále Adolfa I. Fridricha a Luisy Ulriky Pruské, sestry Fridricha II. Velikého.

## Královský titul
Gustav III. je znám doma i v zahraničí podle titulu který užíval, jako:
My, Gustav, z boží vůle král švédský, gótský a vendský, velkovévoda finský, vévoda pomořanský, princ rujanský a pán Wismaru, dědic norského trůnu, vévoda šlesvicko-holštýnský, hrabě oldenburský a další.

## Politika
Gustav poprvé vstoupil do politiky v roce 1768, kdy přinutil stranu Čepců, aby svolala zvláštní shromáždění, kde plánoval změnit ústavu, ale vítězná strana Klobouků to nedovolila.
Od března 1771 pobýval v Paříži.

## Revoluce
Když se vrátil z Paříže, snažil se dělat prostředníka mezi znepřátelenými Klobouky a Čepci.
Pod vlivem vládnoucích Čepců hrozilo, že Švédsko bude ohroženo Ruskem, jen rychlá revoluce mohla Švédy zachránit. V této době se Gustav setkal s Jacobem Magnusem Sprengtportenem, který jako nepřítel Čepců přišel s plánem revoluce. Sprengtorten získal pevnost Sveaborg, a když bylo Finsko zajištěno, mohli se vydat na Švédsko.

## Absolutismus
Na setkání Riksdagu v roce 1786 Gustav ukázal, že chce vládnout sám. Ve stejné době se začal více starat o zahraniční politiku. Nejprve si chtěl zajistit přízeň Ruska, aby se mu podařilo získat Norsko, ale Kateřina Veliká odmítla zradit svého spojence Dánsko.
V letech 1789–1790 vedl válku proti Rusku, aby nakonec zvítězil v bitvě u Svensksundu, což vedlo k míru v Värälä, který učinil konec všem ruským hrozbám.
Gustav III. byl postřelen účastníkem šlechtického spiknutí, kapitánem Jacobem Johanem Anckarströmem na maškarádě v Královské švédské opeře a svým zraněním podlehl 29. března 1792.

## Manželství
Již v roce 1749 došlo k jeho zasnoubení s dánskou princeznou Žofií Magdalenou, dcerou dánského krále Frederika V. a jeho první manželky Luisy Hannoverské. Sňatek byl dílem jednání strany klobouků, ovládající švédský parlament. Rodiče princovi se stavěli proti tomuto manželství, podílejíce se na nepřátelství, které rodina Adolfa I. Fridricha chovala k Oldenburské dynastii, panující v Dánsku.
Svatba v zastoupení se uskutečnila na zámku Christianborg v Kodani 1. října roku 1766 a později, již s ženichem osobně ve Stockholmu 4. listopadu téhož roku. Manželství nebylo šťastné pro naprostou rozdílnost povah obou manželů, ale také pro vměšování královny matky Luisy Ulriky Pruské.

### Potomci a skandál kolem nich
Z manželství Žofie Magdaleny a Gustava vzešli dva synové:
- Gustav Adolf (1. ledna 1778 – 7. února 1837), švédský král a finský velkovévoda v letech 1792–1809, ⚭ 1797 Frederika Dorotea Bádenská (12. března 1781 – 25. září 1826)
- Karel Gustav (25. srpna 1782 – 23. března 1783)

Manželství s Gustavem III. bylo naplněno až po roce 1775, devět let po svatbě. V polovině 70. let se hodlal král rozvést pro údajnou neplodnost manželčinu, její osobní lékař mu však odmítl vystavit odpovídající atest a upozornil krále, že Žofie Magdalena v případě dalšího manželství by děti mít mohla a Gustav III. by byl označen za lháře nebo za impotenta – vidina této hrozby krále od záměru se rozvést odradila.
O manželském životě Gustava III. a Žofie Magdaleny se mnoho spekulovalo. Když se 1. listopadu roku 1778 narodil princ následník Gustav Adolf a v roce další syn 1782 Karel Gustav, vynořily se zvěsti – patrně iniciované královnou matkou Luisou Ulrikou a jejím druhým synem Karlem, velmi žádostivým trůnu, a se vší pravděpodobností neodpovídající pravdě – o tom, že otcem princů je ve skutečnosti dvořan, finský šlechtic hrabě Adolf Fredrik Munck af Fulkila, přítel královských manželů, jenž byl instruktorem nezkušeného Gustava v záležitostech fyzické lásky (kterou se svou milenkou, dvorní dámou Žofie Magdaleny Annou Žofií Ramströmovou názorně předváděli královskému páru).
Zemí se šířily i fámy o tom, že král je homosexuál, z čehož měla pramenit jeho averze k manželce; syn Munckovy milenky, tanečnice Giovanny Bassi, byl údajně velmi podobný korunnímu princi; to vše bylo tématem četných pamfletů. Luisa Ulrika vyvolala skandál, když zpochybnila legitimnost korunního prince; šokovaný král jí nařídil veřejnou omluvu.
Po smrti mladšího syna Karla Gustava v roce 1783 se manželství definitivně rozpadlo.

## Kulturní přínos
Gustav byl schopným, byť svérázným politikem, věnoval se také kultuře v duchu osvícenství. Napsal několik historických esejů a stal se členem svobodných zednářů.
Král se osobně podílel na libretu opery Gustaf Wasa (1786), kterou složil Johann Gottlieb Naumann.

## Vývod z předků
|                     |                                         |  |                               |                                          |  |  |  |  |  |  |  | Fridrich III. Holštýnsko-Gottorpský |
|                     |                                         |  |                               |                                          |  |  |  |  |  |  |  |                                     |
|                     | Kristián Albrecht Holštýnsko-Gottorpský |  |                               |                                          |  |  |  |  |  |  |  |                                     |
|                     |                                         |  |                               |                                          |  |  |  |  |  |  |  |                                     |
|                     |                                         |  |                               | Marie Alžběta Saská                      |  |  |  |  |  |  |  |                                     |
|                     |                                         |  |                               |                                          |  |  |  |  |  |  |  |                                     |
|                     | Kristián August Holštýnsko-Gottorpský   |  |                               |                                          |  |  |  |  |  |  |  |                                     |
|                     |                                         |  |                               |                                          |  |  |  |  |  |  |  |                                     |
|                     |                                         |  |                               | Frederik III. Dánský                     |  |  |  |  |  |  |  |                                     |
|                     |                                         |  |                               |                                          |  |  |  |  |  |  |  |                                     |
|                     | Frederika Amálie Dánská                 |  |                               |                                          |  |  |  |  |  |  |  |                                     |
|                     |                                         |  |                               |                                          |  |  |  |  |  |  |  |                                     |
|                     |                                         |  |                               | Žofie Amálie Brunšvická                  |  |  |  |  |  |  |  |                                     |
|                     |                                         |  |                               |                                          |  |  |  |  |  |  |  |                                     |
|                     | Adolf I. Fridrich                       |  |                               |                                          |  |  |  |  |  |  |  |                                     |
|                     |                                         |  |                               |                                          |  |  |  |  |  |  |  |                                     |
|                     |                                         |  |                               | Fridrich VI. Bádensko-Durlašský          |  |  |  |  |  |  |  |                                     |
|                     |                                         |  |                               |                                          |  |  |  |  |  |  |  |                                     |
|                     | Fridrich VII. Bádensko-Durlašský        |  |                               |                                          |  |  |  |  |  |  |  |                                     |
|                     |                                         |  |                               |                                          |  |  |  |  |  |  |  |                                     |
|                     |                                         |  |                               | Kristýna Magdalena Falcko-Zweibrückenská |  |  |  |  |  |  |  |                                     |
|                     |                                         |  |                               |                                          |  |  |  |  |  |  |  |                                     |
|                     | Albertina Frederika Bádensko-Durlašská  |  |                               |                                          |  |  |  |  |  |  |  |                                     |
|                     |                                         |  |                               |                                          |  |  |  |  |  |  |  |                                     |
|                     |                                         |  |                               | Fridrich III. Holštýnsko-Gottorpský      |  |  |  |  |  |  |  |                                     |
|                     |                                         |  |                               |                                          |  |  |  |  |  |  |  |                                     |
|                     | Augusta Marie Holštýnsko-Gottorpská     |  |                               |                                          |  |  |  |  |  |  |  |                                     |
|                     |                                         |  |                               |                                          |  |  |  |  |  |  |  |                                     |
|                     |                                         |  |                               | Marie Alžběta Saská                      |  |  |  |  |  |  |  |                                     |
|                     |                                         |  |                               |                                          |  |  |  |  |  |  |  |                                     |
| Gustav III. Švédský |                                         |  |                               |                                          |  |  |  |  |  |  |  |                                     |
|                     |                                         |  |                               |                                          |  |  |  |  |  |  |  |                                     |
|                     |                                         |  | Fridrich Vilém I. Braniborský |                                          |  |  |  |  |  |  |  |                                     |
|                     |                                         |  |                               |                                          |  |  |  |  |  |  |  |                                     |
|                     | Fridrich I. Pruský                      |  |                               |                                          |  |  |  |  |  |  |  |                                     |
|                     |                                         |  |                               |                                          |  |  |  |  |  |  |  |                                     |
|                     |                                         |  |                               | Luisa Henrietta Oranžská                 |  |  |  |  |  |  |  |                                     |
|                     |                                         |  |                               |                                          |  |  |  |  |  |  |  |                                     |
|                     | Fridrich Vilém I.                       |  |                               |                                          |  |  |  |  |  |  |  |                                     |
|                     |                                         |  |                               |                                          |  |  |  |  |  |  |  |                                     |
|                     |                                         |  |                               | Arnošt August Brunšvicko-Lüneburský      |  |  |  |  |  |  |  |                                     |
|                     |                                         |  |                               |                                          |  |  |  |  |  |  |  |                                     |
|                     | Žofie Šarlota Hannoverská               |  |                               |                                          |  |  |  |  |  |  |  |                                     |
|                     |                                         |  |                               |                                          |  |  |  |  |  |  |  |                                     |
|                     |                                         |  |                               | Žofie Hannoverská                        |  |  |  |  |  |  |  |                                     |
|                     |                                         |  |                               |                                          |  |  |  |  |  |  |  |                                     |
|                     | Luisa Ulrika Pruská                     |  |                               |                                          |  |  |  |  |  |  |  |                                     |
|                     |                                         |  |                               |                                          |  |  |  |  |  |  |  |                                     |
|                     |                                         |  |                               | Arnošt August Brunšvicko-Lüneburský      |  |  |  |  |  |  |  |                                     |
|                     |                                         |  |                               |                                          |  |  |  |  |  |  |  |                                     |
|                     | Jiří I.                                 |  |                               |                                          |  |  |  |  |  |  |  |                                     |
|                     |                                         |  |                               |                                          |  |  |  |  |  |  |  |                                     |
|                     |                                         |  |                               | Žofie Hannoverská                        |  |  |  |  |  |  |  |                                     |
|                     |                                         |  |                               |                                          |  |  |  |  |  |  |  |                                     |
|                     | Žofie Dorotea Hannoverská               |  |                               |                                          |  |  |  |  |  |  |  |                                     |
|                     |                                         |  |                               |                                          |  |  |  |  |  |  |  |                                     |
|                     |                                         |  |                               | Jiří Vilém Brunšvicko-Lüneburský         |  |  |  |  |  |  |  |                                     |
|                     |                                         |  |                               |                                          |  |  |  |  |  |  |  |                                     |
|                     | Žofie Dorotea z Celle                   |  |                               |                                          |  |  |  |  |  |  |  |                                     |
|                     |                                         |  |                               |                                          |  |  |  |  |  |  |  |                                     |
|                     |                                         |  |                               | Éléonore d'Olbreuse                      |  |  |  |  |  |  |  |                                     |
|                     |                                         |  |                               |                                          |  |  |  |  |  |  |  |                                     |